# Carina Wursthorn
Carina Wursthorn (ur. 16 kwietnia 1997) – niemiecka skoczkini narciarska, reprezentantka SZ Breitnau.
Na międzynarodowej arenie zadebiutowała 27 lipca 2012 w Pöhli podczas zawodów Alpen Cup, oddając skoki na odległość odpowiednio 48,5 m i 45,5 m skoczni średniej.
19 lutego 2013 zajęła dwudzieste miejsce na zimowym olimpijskim festiwalu młodzieży Europy w konkurencji indywidualnej, po skokach na 56,0 i 54,0 metry. Dwa dni później zdobyła srebrny medal w konkurencji drużynowej, w której wystąpiła wraz z Celiną Dollberg, Leną Selbach i Anną Rupprecht.

## Zimowy olimpijski festiwal młodzieży Europy
| Miejsce | Dzień     | Rok  | Miejscowość | Skocznia                    | Punkt K | HS    | Konkurs  | Skok 1 | Skok 2 | Nota                  | Strata   | Zwycięzca      |
| ------- | --------- | ---- | ----------- | --------------------------- | ------- | ----- | -------- | ------ | ------ | --------------------- | -------- | -------------- |
| 20.     | 19 lutego | 2013 | Râșnov      | Trambulina Valea Cărbunării | K-64    | HS-72 | indywid. | 56,0 m | 54,0 m | 170,8 pkt             | 54,2 pkt | Anna Rupprecht |
| 2.      | 21 lutego | 2013 | Râșnov      | Trambulina Valea Cărbunării | K-64    | HS-72 | druż.    | 54,0 m | 52,0 m | 801,6 pkt (160,2 pkt) | 11,3 pkt | Czechy         |

## Alpen Cup

### Miejsca w klasyfikacji generalnej
| Sezon     | Miejsce |
| --------- | ------- |
| 2012/2013 | 37.     |